# Emich di Leiningen
Emich, V Principe di Leiningen (in tedesco: Emich Eduard Carl, Fürst zu Leiningen; Isola di Wight, 18 gennaio 1866 – Mudau, 18 luglio 1939), era il figlio di Ernesto Leopoldo, IV Principe di Leiningen. Fu il titolare Principe di Leiningen dal 1904 fino alla sua morte.

## Infanzia
Emich nacque a Osborne House sull'Isola di Wight nel Regno Unito, come secondogenito ed unico figlio maschio di Ernesto Leopoldo, IV Principe di Leiningen (1830–1904), (figlio di Carlo, III Principe di Leiningen e della Contessa Maria Klebelsberg) e di sua moglie, la Principessa Maria di Baden (1834–1899), (figlia di Leopoldo I, Granduca di Baden e della Principessa Sofia di Svezia). Attraverso sua madre era un discendente dei monarchi svedesi, come Gustavo IV Adolfo e Gustavo III. Suo nonno paterno, Carlo, III Principe di Leiningen, era il fratellastro della Regina Vittoria del Regno Unito.
Fu fatto Cavaliere di Gran Croce dell'Ordine Reale Vittoriano nel 1898.

## Matrimonio
Emich sposò il 12 luglio 1894 a Langenburg la Principessa Feodora di Hohenlohe-Langenburg (1866–1932), figlia minore di Ermanno, Principe di Hohenlohe-Langenburg e di sua moglie la Principessa Leopoldina di Baden.
Ebbero quattro figli:
- Principessa Vittoria di Leiningen (12 maggio 1895 – 9 febbraio 1973), sposò nel 1922 Maximilian Ludwig, Conte di Solms-Rödelheim e Assenheim, ebbe figli.
- Principe Emich Ernst di Leiningen (29 dicembre 1896 - 21 marzo 1918), ucciso in azione.
- Carlo, VI principe di Leiningen (13 febbraio 1898 – 2 agosto 1946), sposò nel 1925 la Granduchessa Marija Kirillovna di Russia, ebbe figli.
- Principe Ermanno di Leiningen (4 gennaio 1901 – 29 marzo 1971), sposò nel 1938 la Contessa Irene di Schönborn-Wiesentheid, senza figli.
- Principe Hesso di Leiningen (23 luglio 1903 – 19 giugno 1967), sposò nel 1933 la Contessa Marie Louise von Nesselrode, senza figli.

## Principe di Leiningen
Alla morte del padre nel 1904, Emich divenne il titolare pretendente Principe di Leiningen.

## Titoli e stili
- 18 gennaio 1866 – 5 aprile 1904: Sua Altezza Serenissima Il Principe Ereditario di Leiningen
- 5 aprile 1904 – 18 luglio 1939: Sua Altezza Serenissima Il Principe di Leiningen

## Ascendenza
|                                            |                         |                                                   | Genitori                                     |  |  | Nonni |  |  | Bisnonni                               |  |  | Trisnonni                                         |  |
|                                            |                         |                                                   |                                              |  |  |       |  |  | Emilio Carlo, II Principe di Leiningen |  |  | Carlo Federico Guglielmo, I Principe di Leiningen |  |
|                                            |                         |                                                   |                                              |  |  |       |  |  | Emilio Carlo, II Principe di Leiningen |  |  | Carlo Federico Guglielmo, I Principe di Leiningen |  |
|                                            |                         | Contessa Cristiana di Solms-Rödelheim e Assenheim |                                              |  |  |       |  |  | Emilio Carlo, II Principe di Leiningen |  |  |                                                   |  |
| Carlo, III di Leiningen                    |                         |                                                   |                                              |  |  |       |  |  | Emilio Carlo, II Principe di Leiningen |  |  |                                                   |  |
|                                            |                         | Vittoria di Sassonia-Coburgo-Saalfeld             | Francesco, Duca di Sassonia-Coburgo-Saalfeld |  |  |       |  |  |                                        |  |  |                                                   |  |
|                                            |                         | Vittoria di Sassonia-Coburgo-Saalfeld             | Francesco, Duca di Sassonia-Coburgo-Saalfeld |  |  |       |  |  |                                        |  |  |                                                   |  |
|                                            |                         | Vittoria di Sassonia-Coburgo-Saalfeld             | Augusta di Reuss-Ebersdorf                   |  |  |       |  |  |                                        |  |  |                                                   |  |
| Ernesto Leopoldo, IV Principe di Leiningen |                         | Vittoria di Sassonia-Coburgo-Saalfeld             |                                              |  |  |       |  |  |                                        |  |  |                                                   |  |
|                                            |                         | Massimiliano, Conte di Klebelsberg                | Francesco Rodolfo, Conte di Klebelsberg      |  |  |       |  |  |                                        |  |  |                                                   |  |
|                                            |                         | Massimiliano, Conte di Klebelsberg                | Francesco Rodolfo, Conte di Klebelsberg      |  |  |       |  |  |                                        |  |  |                                                   |  |
|                                            |                         | Massimiliano, Conte di Klebelsberg                | Maria Anna von Forstner                      |  |  |       |  |  |                                        |  |  |                                                   |  |
| Contessa Maria Klebelsberg                 |                         | Massimiliano, Conte di Klebelsberg                |                                              |  |  |       |  |  |                                        |  |  |                                                   |  |
|                                            |                         | Maria Anna von Turba                              | Francesco Saverio, Ritter von Turba          |  |  |       |  |  |                                        |  |  |                                                   |  |
|                                            |                         | Maria Anna von Turba                              | Francesco Saverio, Ritter von Turba          |  |  |       |  |  |                                        |  |  |                                                   |  |
|                                            |                         | Maria Anna von Turba                              | Maria Adelaide von Textor                    |  |  |       |  |  |                                        |  |  |                                                   |  |
| Emich, V Principe di Leiningen             |                         | Maria Anna von Turba                              |                                              |  |  |       |  |  |                                        |  |  |                                                   |  |
|                                            | Carlo Federico di Baden | Federico di Baden-Durlach                         |                                              |  |  |       |  |  |                                        |  |  |                                                   |  |
|                                            | Carlo Federico di Baden | Federico di Baden-Durlach                         |                                              |  |  |       |  |  |                                        |  |  |                                                   |  |
|                                            | Carlo Federico di Baden | Amalia di Nassau-Dietz                            |                                              |  |  |       |  |  |                                        |  |  |                                                   |  |
| Leopoldo di Baden                          | Carlo Federico di Baden |                                                   |                                              |  |  |       |  |  |                                        |  |  |                                                   |  |
|                                            |                         | Luisa Carolina Geyer di Geyersberg                | Luigi Enrico Filippo Geyer di Geyersberg     |  |  |       |  |  |                                        |  |  |                                                   |  |
|                                            |                         | Luisa Carolina Geyer di Geyersberg                | Luigi Enrico Filippo Geyer di Geyersberg     |  |  |       |  |  |                                        |  |  |                                                   |  |
|                                            |                         | Luisa Carolina Geyer di Geyersberg                | Massimiliana Cristiana di Sponeck            |  |  |       |  |  |                                        |  |  |                                                   |  |
| Maria di Baden                             |                         | Luisa Carolina Geyer di Geyersberg                |                                              |  |  |       |  |  |                                        |  |  |                                                   |  |
|                                            |                         | Gustavo IV Adolfo di Svezia                       | Gustavo III di Svezia                        |  |  |       |  |  |                                        |  |  |                                                   |  |
|                                            |                         | Gustavo IV Adolfo di Svezia                       | Gustavo III di Svezia                        |  |  |       |  |  |                                        |  |  |                                                   |  |
|                                            |                         | Gustavo IV Adolfo di Svezia                       | Sofia Maddalena di Danimarca                 |  |  |       |  |  |                                        |  |  |                                                   |  |
| Sofia Guglielmina di Svezia                |                         | Gustavo IV Adolfo di Svezia                       |                                              |  |  |       |  |  |                                        |  |  |                                                   |  |
|                                            |                         | Federica di Baden                                 | Carlo Luigi di Baden                         |  |  |       |  |  |                                        |  |  |                                                   |  |
|                                            |                         | Federica di Baden                                 | Carlo Luigi di Baden                         |  |  |       |  |  |                                        |  |  |                                                   |  |
|                                            |                         | Federica di Baden                                 | Amalia d'Assia-Darmstadt                     |  |  |       |  |  |                                        |  |  |                                                   |  |
|                                            |                         | Federica di Baden                                 |                                              |  |  |       |  |  |                                        |  |  |                                                   |  |